# Jakkenahalli, Hassan
Jakkenahalli là một làng thuộc tehsil Hassan, huyện Hassan, bang Karnataka, Ấn Độ.